# 中芯国际
中芯国际集成电路制造有限公司（简称中芯国际，证券代码：港交所：981/上交所：688981）于2000年4月3日在开曼群岛注册成立，总部位于中国大陆上海。公司的创立者之一为曾在台积电任职过的张汝京，目前公司联合首席执行官为梁孟松、赵海军。是世界领先的集成电路晶圆代工企业之一，也是中国大陆规模最大、技术最先进的集成电路芯片制造企业。中芯国际向全球客户提供0.35微米到14纳米晶圆代工与技术服务，包括逻辑芯片，混合信号/射频收发芯片，耐高压芯片，系统芯片，闪存芯片，EEPROM芯片，图像传感器芯片及LCoS微型显示器芯片，电源管理，微型机电系统等。同时7纳米已经进入到客户风险量产阶段。2024年，中芯成為世界第三大晶圓廠。
中芯国际在上海建有三座200mm芯片厂和一座300mm芯片，在北京建有两座300mm芯片厂，在天津建有一座200mm芯片厂。中芯国际还在美国、意大利與日本提供客户服务和设立营销办事处，同时在香港设立了代表处。此外，中芯曾经在成都建有封装测试厂以及有一座代为经营管理的8吋芯片厂（现已转售给德州仪器公司），在武汉曾经代为经营管理的先进的12吋memory芯片厂（即是目前受各界关注的武汉新芯集成电路，XMC，由中芯国际前CTO杨士宁任CEO）。2007年12月26日，与IBM签订45纳米大批量CMOS技术授权合约。

## 历史
公司创立后，創立人張汝京遭台積電控告，控訴張涉及竊取商業機密。
2000年代：
- 2000年4月成立
- 2004年在香港交易所上市，招股定價為每股2.69港元。[3]

- 2009年11月10日，中芯国际CEO张汝京突然因“个人理由”宣布辞职，同时委任曾经在另一个中國芯片制造商上海华虹担任过高管的王宁国为董事会执行董事、集团总裁兼首席执行官，公司正式进入了“后张汝京时代”。

2010年代：
- 2010年度，中芯國際開始轉虧為盈。[4]

- 2010年底，與台積電為長達八年的商業機密剽竊案達成和解協議，中芯除了賠償台積電兩億美元，更將無償授予台積電8％中芯股權，台積電可在三年內以每股1.3元港幣認購2％的中芯股權。[5]

- 2011年
  - 6月27日，中芯国际前任董事长江上舟因肺癌复发逝世。
  - 7月15日，中芯国际发布公告称，王宁国已辞任公司CEO职务，董事会委任执行董事张文义为公司董事长，并暂时署理公司CEO。
  - 8月5日，中芯国际发布公告称，已委任前华虹NEC首席执行官邱慈云为公司CEO兼执行董事，这也意味着纷纷扬扬的中芯国际控制权争夺告一段落。
  - 8月10日，中芯国际发布第二季度财报显示，2011年第二季度总营收30.524亿美元，同比下降5.9%。

- 2014年
  - 6月，中芯與長電科技於江陰高新技術產業開發區合資成立凸塊加工與封測廠。
  - 12月，獲300億人民幣產業基金支持。12月底深圳晶圓廠房正式投產。[6]同月與高通共同宣布高通採用28nm製程的驍龍410於中芯國際代工，同時高通也透露如果條件允許，其它入門型號的SoC也會交給SMIC代工製造，以便進一步降低製造成本。[7]

- 2016年12月7日，经公司前一日股东大会投票表决，中芯国际（代码0981）已发行普通股于今日每10股合并为1股。12月21日开始（含当日），合并后的新股将可用股票代码0981进行交易。[8]

- 2017年，在由1956年7月出生的原工信部总经济师、时任中芯国际董事长的周子学领军下，经过长达一年左右的反复接触后，中芯成功以年薪二十万美金（不含股权分配和分红），邀请到前台积电技术大咖梁孟松于2017年10月16日就任中芯联合首席执行官（Co-CEO）兼执行董事。[9][10][11][12][13]相较于供职三星时的五百万美元年薪，梁孟松在中芯的薪资只及其4%，但梁孟松非但毫不介意，更是从新竹科学园区为中芯招揽了二百多位世界顶尖的台湾技术高手，其中大部均和他一样，曾供职过台积电，且依梁孟松之要求，很多人于梁孟松正式加入中芯前，就已先入职中芯。[14]

梁孟松与他的台籍团队的加入不仅对中芯，更是对整个中国大陆半导体产业，意义非凡，被称为“对中国半导体行业具有划时代的意义”、“中国半导体产业进入梁孟松时代”，大陆更形象的称之为中芯打了一剂鸡血针；以业界人士的话来说就是：一个人、一个团队，往往会影响一个产业，就像张忠谋之于台积电，任正非之于华为：有些经验因别人的学习曲线已经下来而领先，自己慢慢积累永远不能赶上别人的进步，即使不睡觉，再拼命也没用。所以中国大陆近年来为发展本土半导体制造业，均採取直接挖角包括梁孟松在内的重量级高手加入中国大陆微电子工业，就是为了缩短其芯片产业的学习曲线。梁孟松加入中芯的消息一公布，中芯股价于当日就高开了4.23%，并于其后近一个月的时间内竟大涨逾20%。而梁孟松与他的台籍团队也不负众望，中芯于他们加入后，技术就一路突飞猛进，在短短3年半时间内（2017年10月至2021年4月），就跨越式的完成了别国都须至少十好几年以上，方能完成芯片制程5代10级（第23代28纳米至第28代7纳米）的升级换代。
- 2018年，在梁孟松与他的台籍团队主导下，用了仅仅不到一年时间，将28纳米制程良率翻倍提升至量产所需的8成以上，[16]并于同年第4季开始量产，中芯也成为继英特尔、[26]台积电、[27]三星、[28]SK海力士、[29]美光、[30]格芯、[31]联电、[32]力晶(2013年8月获美光-尔必达25纳米存储芯片技术转让授权）、[33]南亚科技(2017年量产20纳米存储芯片）、[34]意法半导体、[35]瑞萨电子、[36]铠侠、[37]恩智浦、[38]之后，全球第14家掌握28纳米制程的芯片厂。此举意义重大，因现今全球共有五百多座已建成、在建、及规划中的芯片厂中，能量产28纳米或更先进的芯片不足一成；若以公司计算，更是只剩约4%，因28纳米及更先进的制程只掌握在少数几家公司中；且直至今日（2023年第4季)，在中芯量产28奈米芯片后，也只有上海华虹、[39]长江存储、[40]长鑫存储、[41]和安森美、[42]这区区4家芯片厂又量产了28纳米芯片，其中安森美还是通过在2023年收购格芯第十厂才拥有了量产28纳米芯片的能力。[42]而其他芯片厂诸如富士通及英飞凌等，均只乃设计，而无生产能力，量产大部分则由台积电代工。[43][44]量产28纳米芯片使中芯从一个不入流的芯片厂，一举跻身于世界二流芯片厂，开始在国际上受到重视。

- 2019年5月24日（美国东部时间），经过公司董事会批准，中芯国际已经主动申请在纽交所退市。[45]

- 2019年，在梁孟松与他的台籍团队主导下，于正式开始后仅仅用了298天，就将14纳米制程的良率从3%巨幅提升至95%以上，[16][22][46][47][48][15]并于同年第4季年开始量产，中芯也成为继英特尔、[49]台积电、[16][50][22][51][52][15]三星、[16][50][22][51][52][15]SK海力士、[53]南亚科技（2016年获美光14纳米存储芯片技术转让授权)、[54]美光、[54]格芯、[55]联电、[56]之后，全球第9家量产14纳米制程的芯片厂，同时也是迄今为止（2023年第4季），全球10家能量产14纳米制程的芯片厂之一（安森美2023年通过收购格芯第十厂，也成了能量产14纳米制程的芯片厂家）。[42]中芯因此于2019年为梁孟松一举大幅加薪7成至年薪34万美元以示奖励。[46][47][48][12][24]

2020年代：
- 2020年上半年，在梁孟松与他的台籍团队主导下，于上一年第4季成功完成客户导入后，[9][46][47][48][11][57][58][59]开始量产12纳米芯片，中芯也成为继英特尔、 台积电、[60]三星、SK海力士、美光、[61]格芯、[62]之后，和迄今为止（2023年第4季)，全球第7家能量产12纳米制程的芯片厂。

- 2020年5月25日中芯授出946万购股期权予周子学等8位董事，梁孟松与周子学获得份数为最多，均为659,117股，[13][10][63]梁孟松所获竟和董事长所获相同，足见中芯对其之重视。[13][10]

- 2020年7月16日，中芯国际在上海证券交易所科创版上市，成为科创版首家回归A股的境外已上市紅籌企業[64][65]。

- 2020年9月，中美贸易战期间，美国对中芯国际实施制裁。[66]

- 2020年10月，在梁孟松与他的台籍团队主导下，以10纳米制程为芯动科技所产的芯片流片和功能测试一次通过，之前以同样制程为嘉楠科技供货的一款挖矿芯片也流片成功，[67][22]并于底开始量产，中芯也成为继英特尔 、[68]台积电、[69]三星、[70]之后，全球第4家能量产10纳米制程的芯片厂；同时也是迄今为止（2023年第4季），世界上能量产10纳米制程的6家芯片厂之一（SK海力士[71]和美光均于2021年跳过12纳米，直接量产10纳米存储芯片[71]）。

- 2020年12月，蔣尚义回归中芯任副董事長。由于梁孟松对自己未被及時告知蔣尚义回归的消息感到不滿，梁孟松在董事会上提出辞职；[22][23][9][12][25]消息传出后中芯A股早盘当天一度应声大跌9%，市值蒸发近一成超过300亿，并导致了即日其港股交易暂停；[9]为当时历史上中芯股价最大单日跌幅，其跌幅竟远超中芯遭美国制裁后当日约5%之应声跌幅，[72][73]几日后中芯于2020年12月31日晚公布的最新董事名单正式证实了梁孟松仍任联合首席执行官，[25][74]尚未离职；加之当日中芯获得美国28纳米及之前的制程关键供应许可证的利好传闻，[74]中芯股价又于当日曾一度应声涨回超10%。[74]这是历史上中芯股价最为剧烈的波动之一。

- 2021年2月5日中芯法人说明会以电话会议方式进行时，只有掌管成熟制程的联合首席执行官赵海军一人现身说明因受美国禁令影响，所订购之设备于2021年下半年方能到位，所以中芯本年度只会谨慎扩产先进制程；[75][76]而梁孟松则一反过去必定列席之惯例，首次缺席。[75][76]消息曝光后中芯港股一度应声大跌10.46%，其A股也下跌4.77%，[75][76]2021年3月31日，中芯发布公告，再次确认梁孟松仍为公司执行董事、联合首席执行官，并赠其一所价值约2250万人民币（折合美金约340多万）的住房，他的年薪也翻了4倍多增至153万美元；加之中芯营收和净利润也均增长，[46][47][48][12][24][25]中芯港股和A股于次日消息公开后就双双应声上涨超过5%。[46][47][48][77][25]这是历史上中芯股价又一次最为剧烈的波动之一。

- 2021年4月，在梁孟松与他的台籍团队主导下，开始量产7纳米芯片，[78][79][80]中芯也成为继台积电[81]和三星[82]之后，全球第3家能量产7纳米制程的芯片厂；和迄今为止（2024年），世界上仅有的4家能大规模商业化量产7纳米的芯片厂之一（英特尔于2023年第4季开始量产7纳米芯片）。但为避免过于张扬而招致更多制裁，中芯量产7纳米芯片后秘而不宣，直至1年多后，加拿大TechInsights公司于2022年7月，经逆向工程拆解分析中芯为加拿大比特币挖矿公司MinerVa出货的MV7挖矿芯片，发现其为7纳米制程，从而证实了中芯已于1年多前量产7纳米芯片。[78][79][80]这个发现可以证明中芯国际确有利用比特币挖矿活动高峰期，为挖矿矿机业主生产ASIC矿机芯片，而研制了此工艺。[83]

- 2023年9月3日，前述TechInsights公司收到Mate 60 Pro后，对其进行拆解分析后，发现中芯国际已量产了7纳米N+2工艺，证实华为也应用了该制程；[84]1年多后也证实繼續用於Pura 70 Pro/Ultra。[85]

## 製造廠區
目前中芯國際在中國大陸有5個主要製造廠區、兩座合資廠區以及一座海外廠區。
- 上海廠區：總部所在地，位於上海張江高科技園區，由兩座工廠組成，一座是提供0.35微米~90奈米製程的200毫米晶圓廠，另一座是提供45/40奈米製程~28奈米製程的300毫米晶圓廠；
- 北京廠區：位於北京經濟技術開發區，由兩座300毫米晶圓廠組成，提供130奈米~28奈米製程；
- 天津廠區：位於天津西青經濟開發區，是一座提供0.35微米~90奈米製程的200毫米晶圓廠；
- 深圳廠區：位於深圳坪山區，目前有一座提供0.35微米~90奈米製程的200毫米晶圓廠，目前仍在建造新廠房中；

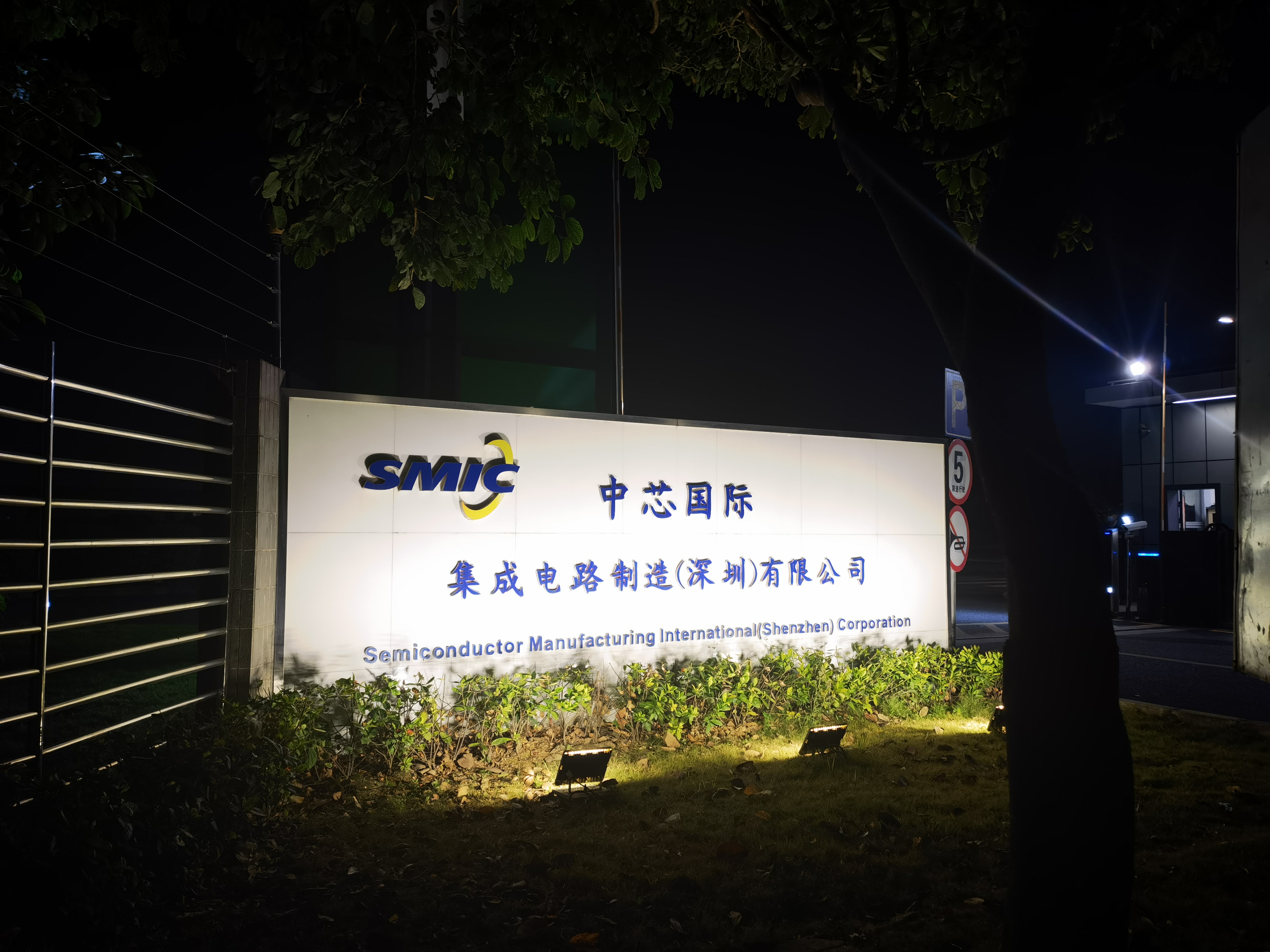
中芯深圳厂区

- LFoundry廠區：位於義大利阿韋扎諾，目前是一座200毫米晶圓廠，經由收購LFoundry獲得。[87]
- 绍兴厂区：位于绍兴市越城区皋埠街道，2018年上半年始建，[88]2021年7月大规模量产，至2022年第三季产量为每月7万片，至2022年低已增至每月10万片；[89]2022年1月开始二期工程扩建。绍兴厂乃一200毫米成熟制程厂，主要提供微机电系统及相关芯片。[88]

除了以上製造廠區以外，另外兩座合資廠區負責製作晶圓生產使用的物料，一座是與日本凸版印刷合資成立的TSES（Toppan SMIC Electronics (Shanghai) Co., Ltd.），一座是與国家集成电路产业投资基金、长电科技以及高通多方合資成立的中芯长电半导体公司。

## 董事会
目前中芯国际董事分别为董事长兼执行董事张文义、CEO兼执行董事邱慈云、本公司非执行董事陈山枝、高永岗、刘遵义及周杰，以及本公司独立非执行董事川西刚及陈立武。
自2016年12月20日起委任前台積電前共同執行長蔣尚義為公司的第三類獨立非執行董事。

## 與台積電的訴訟案
中芯國際成立後不久就遇上了來自台積電的法律指控，指中芯國際的張汝京團隊竊取了台積電的智慧財產。第一輪訴訟階段於2005年以中芯國際賠付一億七千五百萬美元予台積電完結。2006年開啟了第二輪訴訟階段，2009年9月9日在美國加利福尼亞州奧克蘭開庭，2009年11月4日陪審團最終認為中芯國際應對65個法律指控中的61個負法律責任。不過該輪訴訟判決仍未裁定，最終中芯國際與台積電於2009年11月9日達成和解協議。
雙方和解的主要條款包括：雙方宣布並賠付關於雙方的待決訴訟的索賠、終止此前中芯國際根據第一輪訴訟和解協議支付剩餘款項的義務（約四千萬美元）、中芯國際向台積電支付總額為兩億美元的賠款、中芯國際向台積電授予約8%的中芯國際已發行股本及授權書而令台積電擁有中芯國際約10%的所有權，其後台積電相繼賣出手中持股。